# Нортвест Харвинтон (Конектикат)
Нортвест Харвинтон (енгл. Northwest Harwinton) насељено је место без административног статуса у америчкој савезној држави Конектикат.

## Демографија
По попису из 2010. године број становника је 3.252, што је 10 (0,3%) становника више него 2000. године.
| Група             | 2000.         | 2010.         |
| Белци             | 3.178 (98,0%) | 3.130 (96,2%) |
| Афроамериканци    | 2 (0,1%)      | 9 (0,3%)      |
| Азијати           | 13 (0,4%)     | 31 (1,0%)     |
| Хиспаноамериканци | 32 (1,0%)     | 51 (1,6%)     |
| Укупно            | 3.242         | 3.252         |